# Johannes Beelaerts van Blokland
Jhr. Johannes Beelaerts van Blokland (Den Haag, 8 augustus 1877 - Arnhem, 22 februari 1960) was een Nederlandse politicus.

## Familie
Hij werd geboren als zoon van jhr. mr. Gerard Jacob Theodoor Beelaerts van Blokland (1843-1897) en Johanna Maria Kneppelhout van Sterkenburg (1851-1923). Hij was de broer van jhr. mr. Frans Beelaerts van Blokland, de latere minister en vicepresident van de Raad van State, en van jhr. Willem Adriaan Beelaerts van Blokland. Hij trouwde in 1908 met jkvr. Jeannette Wernarda Louise de Girard de Mielet van Coehoorn (1887-1958) met wie hij vier kinderen kreeg, onder wie Jan Beelaerts van Blokland (1909-2005) en Julia Beelaerts van Blokland (1923-2006).

## Loopbaan
Hij was een antirevolutionaire bestuurder en senator. Hij was werkzaam in de financiële wereld en werd daarna wethouder van Renkum en Statenlid van Gelderland. In de periode 1921-1923 was hij anderhalf jaar Eerste Kamerlid.

## Onderscheiding
- Officier in de Orde van Oranje-Nassau

- Biografisch Portaal: 26902048
- Parlement.com: vg09lkxtgnwu